# Qualificazioni al campionato mondiale femminile di calcio 2019 - UEFA - Play-off
I play-off delle qualificazioni al campionato mondiale femminile di calcio 2019 del girone UEFA vennero disputati per determinare l'accesso dell'ottava e ultima nazionale di calcio femminile associata alla Union of European Football Associations alla fase finale del Campionato mondiale di Francia 2019.

## Formato
Dopo la conclusione della fase a gironi, per determinare l'ultima partecipante al Campionato mondiale FIFA le quattro nazionali classificate con il miglior risultato contro la prima, terza, quarta e quinta squadra nei loro rispettivi gruppi hanno affrontato un torneo con il formato del girone all'italiana.
Per ogni minitorneo di play-off, la squadra che ha segnato più gol in aggregato sulle due partite ha accesso alla finale. Se il punteggio complessivo è risultato in parità, si applica la regola dei gol fuori casa, ovvero la squadra che ha segnato più gol fuori casa nei due incontri disputati. Se anche le reti in trasferta erano uguali, si sarebbero disputati dei tempi supplementari di 30 minuti, suddivisi in due tempi da 15 minuti ciascuno. La regola dei gol in trasferta è stata nuovamente applicata dopo un tempo supplementare, vale a dire, se ci sono gol segnati in tempo supplementare e il punteggio complessivo risultava ancora in parità, la squadra di casa ha avanzato in virtù delle reti aggiuntive segnate. Se al termine dei supplementari non fosse ancora stata segnata alcuna rete la qualificazione si sarebbe decisa ai tiri di rigore.

### Raffronto tra le seconde classificate
Le partite contro la squadra giunta sesta in ogni gruppo non sono incluse in questa classifica. Di conseguenza, sono otto le partite conteggiate tra quelle giocate da ciascuna squadra ai fini della seconda tabella.
La classifica delle seconde classificate è determinata dai seguenti parametri in questo ordine:
1. Maggior numero di punti
2. Differenza reti
3. Maggior numero di reti segnate
4. Maggior numero di reti segnate in trasferta
5. Posizione nel sistema di classificazione del coefficiente UEFA per nazionali femminili;

| Pos | Gr | Squadra     | Pt | G | V | N | P | GF | GS | DR  |
| --- | -- | ----------- | -- | - | - | - | - | -- | -- | --- |
| 1.  | 3  | Paesi Bassi | 13 | 6 | 4 | 1 | 1 | 16 | 2  | +14 |
| 2.  | 2  | Svizzera    | 13 | 6 | 4 | 1 | 1 | 13 | 5  | +8  |
| 3.  | 6  | Belgio      | 13 | 6 | 4 | 1 | 1 | 9  | 6  | +3  |
| 4.  | 4  | Danimarca   | 12 | 6 | 4 | 0 | 2 | 17 | 7  | +10 |
| 5.  | 1  | Islanda     | 11 | 6 | 3 | 2 | 1 | 9  | 6  | +3  |
| 6.  | 5  | Galles      | 11 | 6 | 3 | 2 | 1 | 5  | 3  | +2  |
| 7.  | 7  | Austria     | 10 | 6 | 3 | 1 | 2 | 11 | 7  | +4  |

## Sorteggio
I sorteggi si sono tenuti a Nyon, Svizzera, il 7 settembre 2018, alle 14:00 CEST.. Le quattro squadre si affrontano in due turni a eliminazione diretta (semifinali e finali), con l'andata che si disputa il 1º ottobre 2018, mentre il turno di ritorno il 9 ottobre.
Per le semifinali, due squadre sono teste di serie e due no, in base alla loro ultima classifica dei coefficienti dopo il completamento della fase a gironi di qualificazione, calcolata in base a quanto segue:
- Fase finale del Campionato mondiale femminile di calcio 2015 e fase di qualificazione (20%)
- Qualificazioni al campionato europeo femminile di calcio 2017 (40%)
- Qualificazioni al campionato mondiale femminile di calcio 2019 - UEFA (turno preliminare e fase a gironi) (40%)

| Team        | Coeff  | Rank |
| ----------- | ------ | ---- |
| Paesi Bassi | 39,430 | 4    |
| Svizzera    | 37,031 | 6    |

| Team      | Coeff  | Rank |
| --------- | ------ | ---- |
| Danimarca | 34,185 | 11   |
| Belgio    | 32,738 | 13   |

## Tabellone
|  | Semifinali     | Semifinali     | Semifinali | Semifinali | Semifinali |  |  | Finale      | Finale      | Finale | Finale | Finale |  |
|  |                |                |            |            |            |  |  |             |             |        |        |        |  |
|  | Paesi Bassi    | Paesi Bassi    | 2          | 2          | 4          |  |  |             |             |        |        |        |  |
|  | Danimarca      | Danimarca      | 0          | 1          | 1          |  |  | Paesi Bassi | Paesi Bassi | 3      | 1      | 4      |  |
|  | Belgio         | Belgio         | 2          | 1          | 3          |  |  | Svizzera    | Svizzera    | 0      | 1      | 1      |  |
|  | Svizzera (gfc) | Svizzera (gfc) | 2          | 1          | 3          |  |  |             |             |        |        |        |  |

## Risultati
| Squadra 1   | Totale      | Squadra 2 | Andata | Ritorno |
| ----------- | ----------- | --------- | ------ | ------- |
| Paesi Bassi | 4 - 1       | Danimarca | 2 - 0  | 2 - 1   |
| Belgio      | 3 - 3 (gfc) | Svizzera  | 2 - 2  | 1 - 1   |

### Semifinali

#### Andata
| Arbitro: | Kateryna Monzul' |

|                                   |           |  |
| Beerensteyn 21’ Van de Sanden 42’ | Marcatori |  |

| Arbitro: | Anastasia Pustovoitova |

|                       |           |                  |
| Cayman 5’ De Neve 60’ | Marcatori | 55’, 87’ Lehmann |

#### Ritorno
| Arbitro: | Sara Persson |

|                 |           |                       |
| Nadim 5’ (rig.) | Marcatori | 7’, 90+2’ Beerensteyn |

| Arbitro: | Jana Adámková |

|              |           |            |
| Reuteler 23’ | Marcatori | 77’ Caigny |

### Finale
| Squadra 1   | Totale | Squadra 2 | Andata | Ritorno |
| ----------- | ------ | --------- | ------ | ------- |
| Paesi Bassi | 4 - 1  | Svizzera  | 3 - 0  | 1 - 1   |

#### Andata
| Arbitro: | Pernilla Larsson |

|                                    |           |  |
| Spitse 49’ Martens 71’ Miedema 80’ | Marcatori |  |

##### Ritorno
| Arbitro: | Stéphanie Frappart |

|         |           |             |
| Sow 71’ | Marcatori | 52’ Miedema |

## Statistiche

### Classifica marcatrici
3 reti
- Lineth Beerensteyn

2 reti
- Alisha Lehmann
- Vivianne Miedema

1 rete
- Janice Cayman
- Laura De Neve
- Tine De Caigny

- Nadia Nadim
- Lieke Martens
- Sherida Spitse

- Shanice van de Sanden
- Géraldine Reuteler
- Coumba Sow